# Funambulus tristriatus
La ardilla de la palma de la jungla o ardilla de la palma de los Ghats occidentales (Funambulus tristriatus) es una especie de roedores de la familia Sciuridae endémica de la India. 
Sus hábitats naturales son los bosques secos y plantaciones subtropicales o tropicales. Esta especie es tolerante a los cambios de hábitat y es común en las plantaciones de té en los Ghats occidentales. Esta ardilla está confinada a bosques con árboles altos dentro de la costa oeste de la península india. Este confinamiento ha llevado a que la ardilla de la selva sea una plaga para el cacao, mangos, uvas y sapota, que son plantas que comúnmente crecen en el tipo de bosque donde se encuentra esta ardilla. La proporción entre machos y hembras es desigual, se ha informado que los machos tienen una mayor proporción de la población. Los factores potenciales para la proporción desigual de sexos se cree que pueden estar entre la tasa de persistencia, mortalidad, dispersión y presión de depredación.